# Lazada Group
Lazada Group là một công ty thương mại điện tử của Alibaba. Tính đến 2014, Lazada Group đã hoạt động tại Indonesia, Malaysia, Philippines, Singapore, Thái Lan, và Việt Nam.
Với mạng lưới thanh toán và logistics lớn nhất trong khu vực, Lazada đã trở thành một phần không thể thiếu trong đời sống hàng ngày của người tiêu dùng tại Đông Nam Á. Từ năm 2016, Lazada là nền tảng chiến lược về thương mại điện tử ở khu vực với sự hỗ trợ về hạ tầng công nghệ từ Tập đoàn Alibaba. Tới năm 2030, mục tiêu của Lazada là sẽ phục vụ cho 300 triệu khách hàng trên toàn Đông Nam Á.
Vào tháng 9 năm 2019, Lazada tuyên bố đây là nền tảng thương mại điện tử hàng đầu ở Đông Nam Á với hơn 50 triệu người dùng hoạt động mỗi năm.

## Lịch sử
Tập đoàn Lazada được thành lập vào năm 2012 bởi Maximilian Bittner, với ý định thiết lập mô hình kinh doanh như Amazon ở Đông Nam Á để tận dụng thị trường tiêu dùng online non trẻ và đầy tiềm năng ở đây. Các trang web thương mại điện tử của Lazada bắt đầu ra mắt vào năm 2012.  Nó đã huy động được bốn vòng tài trợ vào năm 2012 và đầu năm 2013: JP Morgan đã đầu tư một số tiền không được tiết lộ vào tháng 9, công ty đầu tư Thụy Điển Kinnevik đầu tư 40 triệu USD, vào tháng 11 công ty cổ phần tư nhân Mỹ Summit Partners đầu tư 26 triệu đô la, tháng 12 Tengelmann đầu tư khoảng 20 triệu đô la.  Nó cũng bổ sung các dịch vụ giao hàng được đảm bảo trong 2 ngày, giải quyết một trong những khiếu nại phổ biến nhất về dịch vụ của Lazada một trong những thách thức lớn nhất lúc đó. 
Vào tháng 6 năm 2013, Lazada tuyên bố đã huy động thêm 100 triệu đô la và ra mắt các ứng dụng di động cho các thiết bị Android và iOS.  năm 2013, nó đã huy động thêm 250 triệu đô la từ Tesco PLC, Access Industries và các nhà đầu tư hiện tại khác. 
Tháng 5/2014, Lazada ra mắt tại Singapore. 
Vào tháng 11 năm 2014, Temasek Holdings tại Singapore đã dẫn đầu một vòng tài trợ trị giá 250 triệu đô la, nâng tổng số Lazada đã huy động lên khoảng 647 triệu đô la.  Cũng trong tháng đó, Lazada thông báo rằng nền tảng thị trường của họ chiếm hơn 65% tổng doanh số bán hàng của  số lượng người bán bên thứ ba trên nền tảng này đã tăng từ ~ 500 vào tháng 11 năm 2013, lên gần 10.000 vào tháng 12 năm 2014.  Số lượng nhân viên trên toàn khu vực đạt khoảng 4.000. 
Trong năm 2014, lỗ hoạt động ròng của Lazada là 152,5 triệu USD trên doanh thu ròng là 154,3 triệu USD.  Tuy nhiên, tỷ lệ tổn thất của nó so với Tổng khối lượng hàng hóa - giá trị của tất cả các sản phẩm được bán thông qua trang web - nhỏ hơn trong năm 2014 so với năm 2013 do tăng trưởng GMV từ 95 triệu đô la năm 2013 lên 384 triệu đô la vào năm 2014, được thúc đẩy bởi doanh số bán hàng trên thị trường. 
Trong năm 2015, thách thức tăng trưởng của Lazada là sở thích mua sắm gạch và vữa của khách hàng, với chỉ khoảng 1% người mua hàng trực tuyến so với 10% người mua sắm quốc tế; Thiếu thẻ tín dụng và yêu cầu đồng thời để sắp xếp tiền mặt trên các hệ thống giao hàng, giao hàng đáng tin cậy đặc biệt là ở khu vực nông thôn và mối đe dọa cạnh tranh từ Amazon và Alibaba. 
Vào tháng 3 năm 2016, Lazada tuyên bố họ đã ghi nhận tổng cộng 1,36 tỷ đô la GMV hàng năm trên sáu thị trường ở Đông Nam Á, khiến nó trở thành công ty thương mại điện tử lớn nhất. 
Vào tháng 4 năm 2016, Tập đoàn Alibaba tuyên bố rằng họ dự định mua lại lợi ích kiểm soát tại Lazada bằng cách trả 500 triệu đô la cho cổ phiếu mới và mua cổ phiếu trị giá 500 triệu đô la từ các nhà đầu tư hiện tại.  Công ty siêu thị Tesco của Anh xác nhận việc bán 8,6% cổ phần của mình tại Lazada cho Alibaba với giá 129 triệu đô la.  Alibaba đã đưa ra những lý do sau đây cho khoản đầu tư của mình: thị trường ở Đông Nam Á có dân số thu nhập của tầng lớp trung lưu ngày càng tăng, ước tính vào thời điểm đó khoảng 190 triệu người trong khu vực với thu nhập khả dụng từ 16 đến 100 đô la một ngày và con số này dự kiến sẽ tăng lên 400 triệu người vào năm 2020. 
Vào tháng 6 năm 2017, Tập đoàn Alibaba đã tăng đầu tư vào Lazada thêm 1 tỷ đô la, nâng cổ phần của mình từ 51% lên 83%.  Alibaba đã đầu tư thêm 2 tỷ đô la vào Lazada vào tháng 3 năm 2018 và người sáng lập Max Bittner được thay thế làm CEO bởi giám đốc điều hành Alibaba Lucy Peng. 
Vào tháng 9 năm 2018, Lazmall đã được ra mắt trên nền tảng này để khuyến khích mua hàng từ các thương hiệu chính hãng 100%. Các dịch vụ bổ sung như chính sách hoàn trả 15 ngày và giao hàng vào ngày hôm sau đã được đưa ra. 
Vào tháng 12 năm 2018, Peng được thay thế bởi Pierre Poignant làm CEO của Lazada, với Peng đảm nhận vai trò chủ tịch điều hành. 
Vào tháng 12 năm 2019, Lazada đã hợp tác với Citibank để ra mắt thẻ tín dụng mới tại Singapore, và sau đó là nhiều quốc gia khác nhau sau đó.
Vào tháng 6 năm 2020, Pierre Poignant đã được thay thế bởi Chun Li làm CEO của Lazada. 
Vào tháng 10 năm 2020, Lazada đã ký kết với CISW để trở thành thương hiệu chính thức của CISW tại Việt Nam do Truyền hình FPT (nay là FPT Play) và bộ giáo dục và đào tạo tổ chức. 